# 卡拉万特斯
卡拉万特斯，是西班牙卡斯蒂利亚-莱昂索里亚省的一个市镇。总面积16平方公里，总人口37人（2001年），人口密度2人/平方公里。